# 中国驻冈比亚大使馆
中华人民共和国驻冈比亚共和国大使馆（英語：Embassy of the People's Republic of China in the Republic of The Gambia），简称中国驻冈比亚大使馆，是中华人民共和国驻冈比亚的外交代表机构。
目前中国驻冈比亚大使馆暂不提供护照签证、公证认证等领事证件业务，相关事宜由中国驻塞内加尔大使馆代管。